# Koolstofput
Een koolstofput (ook koolstofdioxideput genoemd) verwijst in de aardwetenschappen naar een koolstofreservoir dat gedurende een onbepaalde tijd meer koolstofhoudende verbindingen opneemt dan dat het uitstoot. Een voorbeeld is een bos. Een bos is een koolstofreservoir, omdat het over koolstofhoudende verbindingen beschikt in de vorm van hout. Wanneer een bos toeneemt in biomassa is het een koolstofput. Een bos wordt echter een koolstofbron wanneer het afneemt in biomassa.
Koolstofputten spelen een belangrijke rol in de koolstofcyclus: zij halen het broeikasgas CO2 uit de lucht en verminderen daarmee de opwarming van de Aarde.

Diagram van de koolstofcyclus. De zwarte cijfers geven aan hoeveel miljarden tonnen koolstof (Gt C) aanwezig zijn in de verschillende reservoirs. De blauwe cijfers geven aan hoeveel koolstof wordt uitgewisseld tussen de individuele reservoirs per jaar. Wanneer er meer CO_{2} ingaat dan uitgaat, is iets een koolstofput

## Koolstofputten
De belangrijkste actuele koolstofputten zijn bossen, als onderdeel van de biosfeer (maar alleen degenen die een totale netto groei van de productie van biomassa hebben) en oceanen (behorend tot de hydrosfeer). Bossen halen voor hun groei koolstofdioxide uit de lucht en bewaren deze als biomassa.
Oceanen dienen op twee manieren als put van koolstof. Ten eerste lost een deel van de CO2 op in de oceaan, wat voor oceaanverzuring zorgt. Ten tweede is er een biologische pomp, waarbij fytoplankton door fotosynthese CO2 uit de lucht haalt. De plankton zinkt deels naar de bodem van de oceaan. De eerste vindt op korte termijn plaats (op de schaal van jaren), en het tweede proces vindt plaats op een schaal van duizenden jaren.
Een kunstmatige koolstofput is het de grond inploegen van houtskool. Voor bepaalde grondsoorten levert dit een verbetering van de grondstructuur op. Tegelijkertijd wordt er koolstof die ontnomen is aan de atmosferische kringloop in de grond opgeslagen.

## Koolstofbronnen
Tegenover koolstofputten staan koolstofbronnen. De belangrijkste bron van koolstof is momenteel het steeds groeiende verbruik van fossiele brandstoffen zoals olie, aardgas en steenkool. Ook komt er CO2 vrij bij het kappen van bossen en de productie van cement.

## CO2-opvang door mineralen
In geologische tijden is het belangrijkste koolstofreservoir de lithosfeer, die 99,8% van de koolstof die zich op de Aarde bevindt bevat; voornamelijk als carbonaten zoals kalksteen. Uit de lithosfeer worden geen significante hoeveelheden koolstof teruggegeven aan de biologische koolstofcyclus. In de aardkorst zijn er zeer grote hoeveelheden silicaat-mineralen die op de lange termijn blijvend grote hoeveelheden CO2 uit de atmosfeer kunnen verwijderen doordat ze omgezet worden in carbonaten, waar koolstofdioxide voor nodig is. Echter, de bijbehorende chemische reacties vinden zo langzaam plaats dat de lithosfeer voor de huidige uitstoot van kooldioxide niet kan fungeren als een put, althans op de korte tot middellange termijn.
Een kunstmatige versnelling van deze processen door mijnbouw en verpulveren van bijbehorende silicaten en het gebruik van zuren is theoretisch mogelijk, maar lijkt op een wereldwijde schaal als gevolg van het verwachte hoge materiaal-, energie- en landverbruik vooralsnog slechts matig realistisch: van het meest geschikte mineraal (serpentijn) is er al acht ton nodig om een ton CO2 permanent uit de atmosfeer te verwijderen. Misschien biedt olivijn meer mogelijkheden.